# Pristimantis dissimulatus
Espèce
Synonymes
- Eleutherodactylus dissimulatus Lynch & Duellman, 1997

Statut de conservation UICN

 EN B1ab(iii) : En danger
Pristimantis dissimulatus est une espèce d'amphibiens de la famille des Craugastoridae.

## Répartition
Cette espèce est endémique de la province de Pichincha en Équateur. Elle se rencontre entre 1 920 et 2 020 m d'altitude sur le versant Ouest de la cordillère Occidentale.

## Description
Les femelles mesurent de 27,4 à 32,5 mm.

## Publication originale
- Lynch & Duellman, 1997 : Frogs of the genus Eleutherodactylus (Leptodactylidae) in western Ecuador : systematics, ecology, and biogeography. Special Publication, Natural History Museum, University of Kansas, no 23, p. 1-236 (texte intégral).